# Station Blythe Bridge
Blythe Bridge is een spoorwegstation van National Rail in Blythe Bridge, Staffordshire Moorlands in Engeland. Het station is eigendom van Network Rail en wordt beheerd door East Midlands Railway. 